# MAN SÜ 240
Der SÜ 240 war der VÖV-I-Standard-Überlandbus (StÜLB) von MAN mit unterflur längs im Heck liegendem Dieselmotor. Er wurde von 1973 bis 1989 produziert.
1970 erschien als Überlandbus zum Stadtbus MAN 750 HO-SL der MAN 750 HO-SÜ, zunächst mit 192 PS, 1972 dann als MAN SÜ 230 mit 230 PS, ab 1973 als MAN SÜ 240 mit 240 PS bezeichnet. Der MAN SÜ 230 wurde allerdings noch bis 1974 parallel produziert. Das Fahrzeug war für den Überland-, Gelegenheits- und Kombiverkehr gedacht. Das mit dem VÖV-I-Typ (MAN SL 200) gemeinsame Fahr- und Triebwerk erhielt jedoch eine andere Hinterachsübersetzung und eine Überland-Fahrzeugfront. Zum Einbau kamen 5- und 6-Gang-Getriebe mit Knüppelschaltung von ZF, seltener auch Automatikgetriebe der Hersteller Voith, ZF oder Renk.
Nachdem der SÜ 240 bis Ende der 1970er Jahre, abgesehen von der ab 1972 und 1973 angehobenen Motorleistung, weitgehend unverändert gebaut worden war, erfolgten ab 1980 parallel zum SL 200 einige Änderungen. Die augenfälligste Änderung betraf die Umgestaltung der Heckpartie: Ab 1980 erhielten die SÜ 240 rechteckige Dreikammerrückleuchten anstelle der runden Einzelleuchten, eine verbesserte Armaturentafel sowie ein modifiziertes Lenkrad, das in Höhe und Neigung nun verstellbar war. Ab 1981 wurde auch der Antriebsstrang leicht modifiziert. Ab Frühjahr 1983 entfielen die seitlichen Zierleisten und die Heckleuchten wurden höher gelegt. Schließlich kamen ab 1986 MAN-Dieselmotoren mit Mehrfacheinspritzung (MAN D 2866 UH) zum Einbau, was eine Verlagerung des Auspuffrohres aus der Motorheckklappe in das linke Fahrzeugheck mit sich brachte. Ebenfalls 1986 wurde die Hinterachskonstruktion verändert, die Busse in 6-Gang-Ausführung erhielten längere Übersetzungen.
Der SÜ 240 wurde 1987 vom MAN SÜ 242 abgelöst, jedoch aufgrund seiner Beliebtheit noch bis 1989 parallel zum SÜ 242 weitergebaut. Insbesondere die damalige Deutsche Bundesbahn bestellte noch größere Stückzahlen des SÜ 240, der im Vergleich zum SÜ 242 erheblich preiswerter war.
Im Liniendienst sind SÜ 240 nur noch sehr selten anzutreffen. Einige MAN SÜ 240 sind noch bei Museumsvereinen (z. B. IG Traditionsbus Südniedersachsen, City-Verkehr e.V.) oder bei Spargelbauern im Einsatz.
Technisch und optisch ähnliche Standard-Überlandbusse wurden damals auch von den Konkurrenten Magirus-Deutz L 117 (bis 1982) und Mercedes-Benz O 307 (bis 1987) gebaut.